# Staciana Stitts
Staciana Stitts (Columbus (Ohio), 12 september 1981) is een Amerikaans zwemster.

## Biografie
Stitts zwom tijdens de Olympische Zomerspelen van 2000 naar de gouden medaille op de 4x100m wisselslag, Stitts zwom in de series de schoolslag.

## Internationale toernooien
| Jaar | Olympische Spelen                                                     | P-AS                                | WK Kortebaan                                                                              |
| ---- | --------------------------------------------------------------------- | ----------------------------------- | ----------------------------------------------------------------------------------------- |
| 1999 |                                                                       | 100m schoolslag · 4x100m wisselslag |                                                                                           |
| 2000 | 18e 100m schoolslag · 4x100m wisselslag · Stitts zwom enkel de series |                                     |                                                                                           |
| 2001 |                                                                       |                                     |                                                                                           |
| 2002 |                                                                       |                                     | 13e 50m schoolslag · 8e 100m schoolslag · 4x100m wisselslag · Stitts zwom enkel de series |